# Cláudia Laciga
 Cláudia Oliveira Costa Laciga  (Brasília, 25 de janeiro de 1970) é uma ex-voleibolista brasileira praticante da modalidade de vôlei de praia que conquistou pelo Brasil o tricampeonato em edições do Campeonato Sul-Americano de Vôlei de Praia e quinta colocada na edição do Campeonato Mundial de Vôlei de Praia de 2001 na Áustria.Como treinadora foi bicampeã da edição do Campeonato Mundial de Vôlei de Praia Sub-21 no Canadá.

## Carreira
Os primeiros passos na prática esportiva do voleibol começou em 1983 e em 1998 disputou a temporada do Circuito Mundial de Vôlei de Praia ao lado de Lorena Mascarenhas quando juntas alcançaram a quadragésima primeira colocação nos Abertos de Marseille e Espinho, ainda alcançou a décima sétima posição no Aberto de Salvador quando atuou com Leninha Aguiar.
Na jornada de 1999 do Circuito Mundial jogou com Mônica Rodrigues e finalizaram na décima sétima colocação no Aberto de Toronto, e prosseguiu na disputa ao lado de Ana Richa e conquistaram a sétima posição na etapa Challenger de Porto San Grigorio e o trigésimo sétimo posto no Aberto de Salvador.Com Ana Richa finalizou na quadragésima primeira posição no Aberto de Vitória no Circuito Mundial de Vôlei de Praia de 2000 e novamente com Mônica Rodrigues encerram na décima terceira posição no Aberto de Fortaleza.
Em 2001 competiu com Jacqueline Silva nas etapas do Circuito Mundial alcançando o décimo terceiro lugar no Grand Slam de Marseille e no Aberto de Maoming, além das nonas colocações nos Abertos de Gstaad, Espinho e Hong Kong; também conquistaram os quintos lugares nos Abertos de Cagliari. Osaka mesma posição que obtiveram quando disputaram a edição do Campeonato Mundial de Vôlei de Praia de 2001 em Klangenfurt, Áustria.Neste mesmo circuito jogou com Adriana Bento Buczmiejuk  e terminaram em quinto no Aberto de Fortaleza.No Circuito Brasileiro de Vôlei de Praia de 2000 alcançou o terceiro lugar geral no mesmo ao lado de  Mônica Rodrigues.
Com Jacqueline Silva disputou etapas do Circuito Brasileiro de Vôlei de Praia de 2001, e foi uma das finalistas do Torneio Rainha da Praia de 2000 conquistando o vice-campeonato, mesma façanha obtida na edição deste torneio em 2001, época que estava sem parceira momentaneamente.
Quando novamente jogou com Jaqueline Silva conquistou o bronze na etapa de Cuiabá pelo Circuito Brasileiro de  Vôlei de Praia de 2001 e conquistaram o título na etapa de Aracaju.
Representou Pernambuco ao lado de Karla, Maria, e Gerusa Ferreira na etapa de Recife da Copa Samsung Volley Four de 2001 ocasião que finalizaram na quarta posição.Ainda no Circuito Brasileiro de 2001 disputou a etapa de João Pessoa com Adriana Bento Buczmiejuk chegando as semifinais e disputaram a décima quinta etapa realizada em Maceió.
Em sua última participação pelo Circuito Mundial em 2002 atuou ao lado de Magda Lima e conquistaram a vigésima quinta colocação no Grand Slam  de Marseille.Ao kado de Val Leão disputou a etapa de Curitiba no mesmo ano e na etapa de Porto Alegre.
Ela casou-se com Martin Laciga que atuou no circuito brasileiro,  e um grande ídolo na Suíça, encerrou sua carreira como atleta profissional em 2002, trazendo entre suas conquistas mais importantes o tricampeonato em etapas do Circuito Sul-Americano de Vôlei de Praia, passou desempenhar outras funções como treinadora de duplas das categorias de base e amadoras.Em 2003 iniciou a carreira de treinadora de duplas de vôlei de praia na Suíça, precisamente na Suíça onde passou a morar em Kerzers, em 2004 começou como técnica de times de voleibol indoor, também assumiu o cargo de supervisora técnica da FIVB e coordenadora da Federação Suíça de Voleibol.
Na temporada 2011-12 treinou as duplas femininas da seleção suíça de vôlei de praia, sendo que em 2011 sagrou-se campeã da edição do Campeonato Mundial de Vôlei de Praia Sub-21 em Halifax, Canadá, conquistando este título treinando a dupla Nina Betschart e Joana Heidrich e pela segunda evz consecutiva conquistou também em Halifax o título nesta categoria, ocasião que treinou Nina Betschart e Anouk Vergé-Dépré  que veneram na final a dupla brasileira Rebecca Cavalcante e Drussyla Costa.
No vôlei de quadra voltou a atuar como atleta nas divisões inferiores do Campeonato Suíço, quando defendeu nas temporadas 2008-09 e 2009-10 o TSV Rechthalten, sendo que na jornada 2008-09 estava atuando também como treinadora do VBC Basel ;alcançou as semifinais na Copa da Suíça de 2011,  com o clube TSV Rechthalten  disputou a Primeira Liga.
E retornou ai país com técnica das duplas femininas da Suíça na edição do Campeonato Mundial Universitário de Vôlei de Praia de 2012 em Maceió e a melhor colocada das duplas alcançou o sétimo lugar,também ministrou oficinas na Isha Home School em Coimbatore nas quais abordou técnicas, fundamentos e habilidades.
Na temporada de 2013-14 foi treinadora das duplas masculinas da seleção suíça de vôlei de praia, Como instrutora da FIVB ministrou cursos em Cabo Verde em 2014, em 2015 na Rússia.
Após sucesso no naipe feminino, em 2016 passou a atuar como técnica também com duplas no masculino . Na jornada 2016-17 passou a assumir o comando técnico do Volley Köniz e em 2012 começou a treinar o clube masculino Volley Oberdiessbach.Também ministrou Curso Internacional de Treinadores de Vôlei de Praia Nível I na Espanha no ano de 2017.Assumiu em dezembro de 2017 os cargos de diretora técnica e treinadora de vôlei de praia da Associação de Voleibol de Israel.

## Títulos e resultados
- Tricampeã em etapas do Circuito Sul-Americano de Vôlei de Praia[19]
- Circuito Brasileiro de Voleibol de Praia:2000[4]
- Etapa de Aracaju do Circuito Brasileiro de Vôlei de Praia:2001[11]
- Etapa de Cuiabá do Circuito Brasileiro de Vôlei de Praia:2001[10]

## Premiações individuais
- Vice-Rainha da Praia de 2001[9]
- Vice-Rainha da Praia de 2000[5]